# Морская полиция: Спецотдел (сезон 19)
Девятнадцатый сезон американского полицейского телесериала «Морская полиция: Спецотдел» премьера которого состоялась на американском телеканале CBS 20 сентября 2021 года, на канале CBS в рамках телевизионного сезона 2021—2022 годов.

## Синопсис
История посвящена федеральному агентству (NCIS) по расследованию преступлений при Министерстве военно-морских сил США. Служба криминальных расследований (Следственное управление (СУ) ВМС осуществляет юрисдикцию в отношении военнослужащих, подозреваемых в совершении преступлений в соответствии с Единым кодексом военной юстиции, а также гражданского персонала, когда есть достаточные основания полагать, что данное лицо совершило преступление в соответствии с уголовным законодательством Соединенных Штатов, связанное Военно-морским флотом США и Корпусом морской пехоты США, и хотя основная функция СУ ВМС заключается в расследовании преступной деятельности, его широкий мандат включает национальную безопасность, контрразведку, борьбу с терроризмом, кибервойну и защиту военно-морских сил США по всему миру. Подавляющее большинство сотрудников Морской полиции являются гражданскими лицами, причем половина из них являются специальными агентами. Агенты морской полиции — это вооруженные следователи федеральных правоохранительных органов, которые часто координируют свою деятельность с другими правительственными учреждениями США и присутствуют более чем в 41 стране и на судах ВМС США. Специальным агентам морской полиции оказывают поддержку аналитики и другие эксперты, специализирующиеся в таких областях, как судебная экспертиза, наблюдение, контрмеры наблюдения, компьютерные расследования, физическая безопасность и экспертизы. Сериал о приключениях команды профессиональных спецагентов из специального подразделение федеральной службы США.

### Посылка сюжета
Сюжет вращается вокруг вымышленной команды специальных агентов Морской службы уголовных расследований, их миссия — расследовать преступления, которые каким-то образом связаны со военнослужащими военно-морского флота и морской пехоты США. Они раскрывают преступления, происходящие на флоте, либо с участием американских моряков или их семей.
Главный герой, возглавляющий группу реагирования на чрезвычайные ситуации (MCRT), — специальный агент по надзору (SSA) Лерой Джетро Гиббс (Марк Хармон). За предыдущий сезон Гиббс успел раскрыться с неожиданной стороны, поклонники сериала переживали, что главный герой сериала потерял хватку и у него появились какие-то новые стороны характера, о которых раньше ничего не было известно. Мало того, что Гиббс начал идти вразрез с некоторыми правилами, по которым он жил, стойкий коп смог стать более эмоциональным и открытым.
Состав его команды менялся от сезона к сезону. В последних сериях с ним работали специальные агенты Тимоти Макги (Шон Мюррей), Николас Торрес
(Уилмер Вальдеррама), патологоанатом Джимми Палмер (Брайан Дитцен), криминалист Кейси Хайнс (Диона Ризоновер). Эмили Уикершем, сыгравшую агента Элеонор Бишоп, покинула шоу после 18-го сезона, также как и покинувшая ранее сериал Марии Белло игравшая роль судебного психолога Слоан.
В 19 сезоне к актёрскому составу присоединяются новые актёры. Катрина Ло, появлявшаяся в последних сериях 18-го сезона в роли агента Джессики Найт, войдет в основной состав. Её героиня — специалист по переговорам о заложниках. Также в шоу снимется Гэри Коул в роли специального агента ФБР Олдена Парка. Подробности о его персонаже не раскрываются. Вероятно, он должен заполнить пустоту, образованную сокращением присутствия Хэрмона. Ожидается, что в грядущем сезоне эпизодов с участием Хармона будет меньше.
11 октября 2021 года было официально объявлено, что Хармон покинет сериал, а четвертый эпизод «Great Wide Open» станет его последним регулярным появлением. Хармон остается исполнительным продюсером, а шоураннер Стивен Д. Биндер не исключает возможности для возвращения Гиббса когда-нибудь в будущем и советует поклонникам сериала "не списывать Лероя Джетро Гиббса со счетов".

## Актёры и персонажи

### Основной состав
- Марк Хармон — Лерой Джетро Гиббс, отстраненный от должности специальный агент NCIS по надзору (SSA) группы реагирования на серьёзные дела (MCRT), приписанной к штаб-квартире, располагающейся в Вашингтоне на Washington Navy Yard[англ.].
- Шон Мюррей — Тимоти МакГи, заместитель руководителя группы (ASSA), старший специальный агент морской полиции (Senior SA) .
- Уилмер Вальдеррама — Николас Торрес, специальный агент морской полиции (SA).
- Катрина Ло — Джессика Найт, специальный агент морской полиции (SA).
- Брайан Дитцен — доктор Джимми Палмер, патологоанатом, главный судебно-медицинский эксперт морской полиции.
- Диона Ризоновер — Кэйси Хайнс, криминалист, судмедэксперт морской полиции.
- Роки Кэрролл — Леон Вэнс, директор морской полиции.
- Гэри Коул — Олден Паркер, специальный агент ФБР. Новый босс группы реагирования на серьёзные дела (MCRT), Специальный агент NCIS по надзору (SSA).

### Второстепенный состав
- Пэм Доубер — Марси Уоррен, журналистка-расследователь.
- Джо Спано — частный детектив, экс-агент ФБР Тобиас Форнелл.
- Ло́ра Сан Джа́комо — доктор Грэйс Конфалоне, штатный психотерапевт NCIS.
- Эрик Пассоджа — заместитель директора ФБР Уэйн Суини.

### Гостевой состав
- Дэвид МакКаллум — доктор Дональд Маллард, историк NCIS и бывший главный судмедэксперт.
- Мередит Итон — доктор Кэрол Уилсон, иммунолог ЦКЗ и друг Эбби, Макги и Палмера.
- Кевин Чэпмен — Билли Дойл, старый друг Паркера.
- Фрэнсис Ксавье Маккарти — Роман Паркер, отец Олдена Паркера.
- Тери Поло — Вивиан Колчак, бывшая жена Олдена Паркера и исследователь необъяснимых явлений в МО США.[6]

### Кроссовер-персонаж
- Ванесса Лаше — Джейн Теннант: Глава офиса ответственный оперативный агент (Special Agent in charge (SAC)), первая женщина-спецагент, во главе команды NCIS: Pearl.[7]
- Джейсон Антун[англ.] — Эрни Малик: специалист по киберразведке NCIS: Pearl.

## Эпизоды
| № общий | № в сезоне | Название                                   | Режиссёр          | Автор сценария                                                     | Дата премьеры    | Произв. код | Зрители США (млн) |
| --- | ---------- | ------------------------------------------ | ----------------- | ------------------------------------------------------------------ | ---------------- | ----------- | ----------------- |
| 415 | 1          | «Blood in the Water» «Кровь в воде»        | Майкл Цинберг     | Кристофер Дж. Уайлд                                                | 20 сентября 2021 | 1901        | 8.45              |
| Остальная часть команды потрясена отъездом Бишоп и исчезновением Гиббса. МакГи и Торрес убеждают Вэнса, при этом Вэнс хитро подтолкнул их к этому решению, привлечь агента Джессику Найт (Катрина Ло) в команду, чтобы помочь им найти Гиббса после обнаружения обломков его лодки. Хотя они ловят когортой серийного убийцу, которого выслеживали Гиббс и Марси Уоррен (написавшая разоблачительную статью о Гиббсе), подозреваемый все еще на свободе. |            |                                            |                   |                                                                    |                  |             |                   |
| 416 | 2          | «Nearly Departed» «Почти умерший»          | Теренс О'Хара     | Скотт А. Уильямс                                                   | 27 сентября 2021 | 1902        | 8.06              |
| Морская полиция идет по следам, чтобы поймать Пола Лемера (Джейсон Уайлз), серийного убийцу, действующего под псевдонимом Том Сэмюэлс. Чтобы защитить Гиббса, Вэнс дает пресс-конференцию, подразумевающую, что Гиббс погиб при взрыве лодки. МакГи, Торрес и Найт задерживают человека, который, как полагают, связан с убийцей, но вскоре понимают, что он агент ФБР под прикрытием Олден Паркер (Гэри Коул), который также расследовал дело Лемера. Тем временем Торрес, к своему неудовольствию, горит желанием отдать стол Бишоп сопротивляющейся Найт. После того, как Гиббс и команда арестовали Лемера, они выяснили, что ему платят за каждую из его жертв; когда Найт на допросе упоминает данные его оффшорного счета, Лемер пихает в неё стол, разбивает стекло в наблюдательную, что позволяет ему сбежать и в комнате отделения морской полиции захватить Кейси в заложники. Однако Гиббс на выходе из лифта стреляет Лемеру в спину, завершая эпизод с неопределенным концом. |            |                                            |                   |                                                                    |                  |             |                   |
| 417 | 3          | «Road to Nowhere» «Дорога в никуда»        | Роки Кэрролл      | Марко Шнабель                                                      | 4 октября 2021   | 1903        | 7.96              |
| Лемер выживает, при выстреле Гиббс намеренно пропустил жизненно важные артерии. Паркер и МакГи допрашивают Лемера, который упоминает только свою первую жертву и предлагает чтоб Гиббс отвез его на место преступления, поскольку в этом ключ к раскрытию дела. Паркер следует за ним из-за недоверия к намерениям Лемера. После требования Лемера остановки на обед, Гиббс оставляет Паркера у закусочной. По дороге Лемер явно провоцирует Гиббса, «залезая ему под кожу», в то время как остальная часть команды расследует компанию «Sonova», которая, как полагают, платит Лемеру за убийства. Найт работает под прикрытием, и добывает важные сведения. Лемер действительно заводит Гиббса «в никуда» и взрывает себя, прежде чем раскрыть что-либо еще, кроме маленькой подсказки. |            |                                            |                   |                                                                    |                  |             |                   |
| 418 | 4          | «Great Wide Open» «Необъятные просторы»    | Теренс О'Хара     | Брендан Феили & Дэвид Дж. Норт                                     | 11 октября 2021  | 1904        | 7.66              |
| Гиббс и МакГи летят на Аляску, в залив Накток. Команда ФБР во главе с Паркером имеет ордер на арест Гиббса из-за его действий по делу Лемера, но находит его дом заброшенным с большой дырой в подвале (показывая зрителям, как он вытаскивает свои лодки). Гиббс и МакГи встречаются с Туну, — отцом Либи Алонок, одной из жертв серийного убийцы, в то время как команда работает на месте. Выясняется, что Либи написала разоблачительную статью, как открываемый медный рудник "Sonova" разрушит местную экосистему, и остальная часть команды обнаруживает, что это мотив для убийства. Воспоминания показывают глубокие дискуссии Гиббса с Вэнсом, Даки и Торресом перед его полетом на Аляску. Собрав достаточно доказательств для ареста генерального директора "Sonova", Гиббс и МакГи передали право арестовать её Паркеру. Гиббс попросил МакГи арестовать его, чтобы уберечь Тима как агента от волокиты, но Паркер передумал и отпустил Гиббса, что привело к увольнению Паркера из ФБР. Гиббс решает остаться в заливе Накток, испытывая чувство покоя, которого он не испытывал с тех пор, как умерли его жена и дочь, и эмоционально прощается с МакГи.                |            |                                            |                   |                                                                    |                  |             |                   |
| 419 | 5          | «Face the Strange» «Встреча с неизвестным» | Диана Валентайн   | Стивен Д. Биндер                                                   | 18 октября 2021  | 1905        | 7.65              |
| Команда морской полиции расследует смерть младшего офицера ВМС Болтона, специалиста по киберсистемам. Прежде, чем Палмер смог осмотреть и вскрыть тело жертвы, оно внезапно взрывается в спецмашине криминалиста. Вэнс и генерал из Пентагона привлекают Паркера, к неудовольствию последнего, к расследованию. Команда встретила насторожено временное назначение Паркера старшим по следствию. В ходе следствия агенты выходят на ничего не подозревающего стенографиста — "живую бомбу", так Болтон был лишь тестовым испытанием "живой бомбы". Команда предотвратила покушение на убийство ценного свидетеля по делу албанской мафии, судебному стенографисту под предлогом замены батареи кардиостимулятора, вживили бомбу, которая должна была взорваться на выступлении в суде ценного свидетеля. Паркер всё ещё раздумывает над предложением Вэнса (рефреном выясняется что идею и рекомендации Вэнсу дал сам Гиббс) о занятии места Гиббса, так как МакГи не хочет занимать место руководителя группы. |            |                                            |                   |                                                                    |                  |             |                   |
| 420 | 6          | «False Start» «Фальстарт»                  | Джеймс Уитмор мл. | Кэтерин Битти & Кристофер Дж. Уайлд                                | 1 ноября 2021    | 1906        | 7.28              |
| Морская полиция расследует смерть обожаемого тренера военно-морского флота, в офисе которого обнаружены стимуляторы. Торрес сближается с протеже тренера, который просит доказать, что жертва не заставляла его подопечных спортсменов жульничать с допингом. |            |                                            |                   |                                                                    |                  |             |                   |
| 421 | 7          | «Docked» «Пришвартованный»                 | Майкл Цинберг     | Марко Шнабель & Ясемин Йилмаз                                      | 8 ноября 2021    | 1907        | 7.32              |
| Свекровь МакГи Джуди (Патриция Ричардсон) случайно натыкается на мертвого моряка на борту круизного судна. МакГи жонглирует между работой над делом и разборками Дэлайлы и Джуди с препирательствами по поводу того, что воспринимается как чрезмерная забота Дэлайлы о своей матери. |            |                                            |                   |                                                                    |                  |             |                   |
| 422 | 8          | «Peacekeeper» «Миротворец»                 | Рокки Кэррол      | Маргарет Роуз Лестер & Скотт А. Уильямс                            | 29 ноября 2021   | 1908        | 7.34              |
| Команда расследует смерть резервиста ВМС, которого находят в брошенной машине на полигоне, так по-видимому, убийца хотел замести следы. Тем временем показывается, как Кейси психологически изо всех сил пытается справиться с ситуацией с заложниками в закусочной (см. эпизод 19 "Лесть" 17 сезона), так и подобной (эпизод 2) когда Лемер удерживал ее в отделении угрожая ножом, и она подумывает о покупке пистолета для защиты. Кроме того, Торрес решает починить реквизированную машину, так как она похожа на первую, которой он ранее владел. |            |                                            |                   |                                                                    |                  |             |                   |
| 423 | 9          | «Collective Memory» «Коллективная память»  | Лесли Либман      | Кимберли-Роуз Уолтер & & Дэвид Дж. Норт                            | 6 декабря 2021   | 1909        | 7.25              |
| Финансовый консультант, которая признала себя виновной в хищении денег у клиентов, найдена застреленной возле стадиона. Ее отчужденная дочь Руби помогает NCIS в раскрытии дела, как и голограмма, сделанная жертвой в надежде загладить свою вину перед Руби. Оказывается в прошлом мать Руби взяла всю вину на себя, за своего сына Бена, виновного в хищении денег у клиентов. Этот случай вызывает отклик у Найт, которая некоторое время не разговаривала со своей матерью. |            |                                            |                   |                                                                    |                  |             |                   |
| 424 | 10         | «Pledge of Allegiance» «Клятва верности»   | Рокки Кэррол      | Брендан Феили                                                      | 3 января 2022    | 1910        | 6.94              |
| Морская полиция расследует дело Рафи Назара, старшего уорент-офицера ВМС, подозреваемого в краже программного обеспечения боевых дронов с целью продажи террористам. Кроме всего, Палмер и Макги анонимно получают крупную сумму денег; позже Вэнс поясняет, что Гиббс открыл стипендиальный фонд в честь своей покойной дочери, а собственные дети Вэнса также были получателями. |            |                                            |                   |                                                                    |                  |             |                   |
| 425 | 11         | «All Hands» «Всей командой»                | Марта Митчелл     | Кристофер Дж. Уайлд                                                | 17 января 2022   | 1911        | 7.26              |
| В Северной Атлантике, террористы, выдающие себя за военнослужащих ВМФ, берут под контроль корабль под предлогом того, что им нужна медицинская помощь из-за мертвого тела; когда вызывается морская полиция, команда вынуждена скрываться, а Джимми прячется вместе с пилотом вертолета на котором они прилетели, и которого бандиты подстрелили. Что бы обезопасить остальную часть команды, Паркер подкинул ключи от вертолета террористам. Паркер после тайной посадки в вертолет с террористами, сумев подать сообщение о своем местонахождении арестовывает террористов, с подоспевшим на помощь спецназом. Также племянница Найт просит помочь с ее проектом «Бумажная Паулина». |            |                                            |                   |                                                                    |                  |             |                   |
| 426 | 12         | «Fight or Flight» «Бей или беги»           | Джеймс Уитмор мл. | Кэтерин Битти                                                      | 24 января 2022   | 1912        | 7.79              |
| Торрес преодолевает сдерживаемый гнев из-за того, что его отец, Бишоп и Гиббс ушли, и он чувствует себя брошенным. В то же время он и агент Дэйл Сойер (Зейн Хольц) по делу связанному с убитым моряком, действуют под прикрытием в качестве участников боёв без правил. Команда старается помочь Торресу, ведь он нужен им. Эпизод заканчивается разговором Джимми с Торресом: "Иногда люди уходят, даже отцы, и ты в этом не виноват. — А если виноват? — Тогда надо опираться на тех кто рядом." |            |                                            |                   |                                                                    |                  |             |                   |
| 427 | 13         | «The Helpers» «Помощники»                  | Диана Валентайн   | Брайан Дитцен & Скотт А. Уильямс                                   | 28 февраля 2022  | 1913        | 7.12              |
| Расследуя смерть злоумышленника в Квантико, связанного с радикальной группой, планирующей био-террористическую атаку, Джимми и Кейси подвергаются воздействию смертельного биотоксина, когда неосознанно вдыхают его образец. Лаборатория вынужденно отправляется в изоляцию и Кейси заставляет себя усомниться в своем будущем в морской полиции из-за ее недавних столкновений с опасностью. Команда Морской полиции обращается за помощью к доктору Кэрол Уилсон (Мередит Итон) из ЦКЗ в поисках противоядия. Кроме того, Торрес пытается отвлечь дочь Джимми, которая пришла в офис, чтобы провести день со своим отцом, заставляет Викторию заниматься видеоиграми и другими видами деятельности. Команда может получить противоядие в самый последний момент и убить предполагаемого лидера группы биотеррора, но когда Джимми и Кейси выздоравливают в больнице, Вэнс и Паркер сообщают остальной команде, что фактический лидер радикалов Ворон все еще жив и где-то скрылся. |            |                                            |                   |                                                                    |                  |             |                   |
| 428 | 14         | «First Steps» «Первые шаги»                | Майкл Цинберг     | Ясемин Йилмаз                                                      | 7 марта 2022     | 1914        | 7.43              |
| Дочь Вэнса Кайла, которая хочет стать агентом, проходит обучение в FLETC и начинает полевую подготовку под руководством Торреса. Вэнс, опекая свою дочь, подсовывает на его взгляд несложное дело - команду вызывают, когда военно-морской врач падает замертво во время операции, но расследование оказывается опасным. Преступники берут в заложники Кайлу и скрываются. Торрес и команда вынуждены спасать Кайлу от похитителей, которые хотят обмена пленными: лидера их картеля на Кайлу. Кайла проявив храбрость и смекалку способствовала команде своему освобождению. В конце эпизода Вэнс, чтоб исключить гиперопеку над дочерью, отправляет Кайлу служить в другой офис морской полиции. |            |                                            |                   |                                                                    |                  |             |                   |
| 429 | 15         | «Thick As Thieves» «Неразлучные друзья»    | Терренс О'Хара    | Марко Шнабель                                                      | 14 марта 2022    | 1915        | 7.55              |
| Преступное прошлое, тогда еще несовершеннолетнего Паркера всплывает, когда команда вызвана в Филадельфию, чтобы расследовать смерть петти-офицера II класса ВМФ Даны Келли. Паркер воссоединяется со старым другом и бывшим сокамерником Билли Дойлом (Кевин Чэпмен), когда племянник последнего Шон, а также офицер ВМФ, убиты. В случае Найт, она пытается найти себе сопровождающего на свадьбу своей двоюродной сестры, чтобы избежать вопросов о том, когда она остепенится. В конце концов она спрашивает Палмера, он соглашается, так как давно не ходил на свидания. В конце эпизода намекается на зарождающееся влечение. |            |                                            |                   |                                                                    |                  |             |                   |
| 430 | 16         | «The Wake» «Поминки»                       | Рокки Кэрролл     | Кэти Уайт                                                          | 21 марта 2022    | 1916        | 6.66              |
| Дело о пропавшей женщине-учительнице, которое было популяризировано в подкасте "Настоящее преступление", превращается в дело об убийстве, когда обнаруживаются кусочки её плоти и кожи упавшие с неба на гендерно-показательной вечеринке (о будущем поле ребенка) петти-офицера ВМС. Найт полагается на свои навыки ведения переговоров, чтобы помешать мужу женщины (который является главным подозреваемым в исчезновении женщины) застрелиться. |            |                                            |                   |                                                                    |                  |             |                   |
| 431 | 17         | «Starting Over» «Начать все сначала»       | Майкл Зинберг     | Маргарет Роуз Лестер и Скотт Уильямс                               | 28 марта 2022    | 1917        | 6.83              |
| Морская полиция расследует на первый взгляд самоубийство отставного офицера ВМС, который был в группе скорби Палмера и Найт, поддерживающую Джимми. Кроме того, Торресу звонит специальный агент морской полиции Джейн Теннант (Ванесса Лаше), что бы он приехал на Оаху (Гавайи), когда она получила зацепку от свидетеля по делу, над которым они работали вместе пять лет назад. Торрес улетает на Гавайи. Эпизод заканчивается нападением на автомашину со свидетелем Кайлом Дженнингсом, которого везут Теннант и Торрес. Примечание: Этот эпизод начинает кроссоверное событие, которое завершается в Морская полиция: Гавайи 18 эпизод 1 сезона. |            |                                            |                   |                                                                    |                  |             |                   |
| 432 | 18         | «Last Dance» «Последний танец»             | Терренс О'Хара    | Брендан Феили & Дэвид Дж. Норт                                     | 18 апреля 2022   | 1918        | 6.34              |
| Раймундо Диас (Джозеф Мелендес), бесчестный торговец оружием, которого Торрес посадил за решетку когда работал под прикрытием, подкупает охрану, чтобы выйти из тюрьмы, стремясь отомстить Торресу. Мертвые тела начинают накапливаться, Торрес вынужден столкнуться с последствиями своих действий во время тайной операции, над которой он работал много лет назад. Находясь под прикрытием, Торрес влюбился в двоюродную сестру Диаса Марию, и сожаление о том, что он оставил ее в программе защиты свидетелей, усугубляет его продолжающуюся внутреннюю борьбу с отказом быть вместе с Марией. |            |                                            |                   |                                                                    |                  |             |                   |
| 433 | 19         | «The Brat Pack» «Кучка сопляков»           | Майкл Зинберг     | Кэтерин Битти и Кимберли-Роуз Уолтер                               | 2 мая 2022       | 1919        | 7.27              |
| Серия взломов военного жилья в Куантико буйными подростками перерастает во взрыв бомбы в доме коммандера военно-морского флота. Олден Паркер и Джимми Палмер приглашают виртуально специалиста по киберразведке NCIS: Pearl Эрни Малика за помощью по старинным металлам после того, как их собственный судебно-медицинский эксперт Кейси Хайнс, поставлена в тупик последним случаем, связанным с осколками столетней давности. Во время расследования МакГи устанавливает эмоциональную связь с Тиган Филдс (Кей Райан Мюррей, реальная дочь Шона Мюррея), одной из тусовочных подростков, которая создала программное обеспечение для генерации поддельных QR-кодов, чтобы получить доступ в жильё Куантико. Есть группа подростков, детей военных, чьи родители не уделяют им достаточно внимания, поэтому они попадают в беду, создавая вечеринки, которые включают в себя взлом домов на базе, отпирая двери с помощью компьютерных QR-кодов. |            |                                            |                   |                                                                    |                  |             |                   |
| 434 | 20         | «All or Nothing» «Всё или ничего»          | Тауния МакКирнан  | Сюжет : Ясемин Йилмаз & Марко Шнабель Телесценарий : Ясемин Йилмаз | 16 мая 2022      | 1919        | 6.51              |
| Морская полиция расследует неожиданную смерть резервиста Военно-морского флота, который был журналистом-расследователем. В его фургоне были найдены игровые автоматы с одной из баз ВМС в Японии, отправленные в ремонт. Морская полиция разыскивает подругу резервиста, оказавшуюся пациенткой нуждающимся в пересадке органа. Палмер и Найт, как волонтеры сопровождают в больницу орган для пересадки - печень редкого донора. Эти два события совпадают друг с другом, поскольку выясняется, что пациентка связана с жертвой убийства, и они оба пытались закрыть коррупционный бизнес. Многообещающий роман Найт и Джимми приостанавливается, когда перевозка жизненно важного органа идет фатально неправильно, преступники преследуют Палмера и Найт; укрываясь в уединенной хижине, они признаются, что испытывают чувства друг к другу... |            |                                            |                   |                                                                    |                  |             |                   |
| 435 | 21         | «Birds of a Feather» «Единомышленники»     | Терренс О'Хара    | Кристофер Дж. Уайлд                                                | 23 мая 2022      | 1921        | 7.47              |
| В морпол присылают фото с моментом похищения женщины. Похищенная бегунья оказывается бывшей женой Паркера Вивиан Колчак (Тери Поло), исследователем паранормальных явлений при Министерстве обороны. Когда агента Паркера подставляют и обвиняют в убийстве: обнаружен мертвый бывший коррумпированный напарник Паркера в ФБР, и Паркер становится подозреваемым, так как его ДНК обнаруживается под ногтями жертвы, команда рискует своей работой и жизнями, чтобы выиграть время и раскрыть правду. Нашедшееся Вивиан помогает Торресу и Найт, рассказывая им свои воспоминания о том, где она была в плену, и агенты находят это место пустым, но на стене написано "nevermore", что означает, что террорист Ворон вернулся. В другом месте отношения Палмера и Найт расцветают. Узнав, что дом Паркера прослушивается, команда и Вэнс позволили Паркеру сбежать с Вивиан, прежде чем передать дело ФБР (чей заместитель директора имеет зуб на Паркера). Эпизод заканчивается с интригой — как выяснилось, Вивиан тайно связана с Вороном; Паркер с Вивиан едут в автомобиле в их секретное место, но Вивиан получает тайное сообщение от Ворона и загадочно смотрит на Паркера... |            |                                            |                   |                                                                    |                  |             |                   |

### Кроссовер
3 января 2022 года было объявлено, что  кроссовер с первым сезоном спин-оффа «Морская полиция: Гавайи» состоится 28 марта 2022 года, и Уилмер Вальдеррама и Катрина Ло объявили, что едут на Гавайи для съемок. Шоураннеры обоих сериалов ранее упоминали о кроссовере, а президент CBS Entertainment Келли Каль заявила, что обсуждение кроссовера начнется после того, как «Морская полиция: Гавайи» закончит свою первую серию эпизодов.Гэри Коул и Диона Ризоновер также появятся в качестве кроссовер-персонажей в сериале «Морская полиция: Гавайи». Ранее сериал был связан сюжетной нитью в тринадцатом эпизоде NCIS: Hawai'i, когда выяснилось, что главная героиня «NCIS: Hawai'i» Джейн Теннант была завербована в NCIS Лероем Джетро Гиббсом. Ванесса Лаше появится в роли Теннант в эпизоде кроссовера «Морская полиция: Спецотдел». 29 апреля 2022 года это сообщалось, что Джейсон Антун появится в девятнадцатом эпизоде сезона как его персонаж, Эрни Малик из NCIS: Hawai'i.

## Производство

### Разработка
15 апреля 2021 года было объявлено, что CBS продлила NCIS на девятнадцатый сезон. Сезон призван вернуть типичный для сериала формат «Дело недели» после того, как в предыдущем сезоне появилось больше сюжетных арок. Производство в сезоне началось в июле 2021 года. Завсегдатай сериала Брайан Дитцен написал эпизод сезона. 5 января 2022 года сообщалось, что производство сезона было приостановлено как минимум на неделю после того, как у актеров или членов съемочной группы был положительный результат на COVID-19. В конце марта 2022, CBS объявил о продлении сериала на 20-й сезон, а также идущих по франшизе сериалов.

### Кастинг
В феврале 2021 года The Hollywood Reporter сообщил, что ведущий актёр сериала Марк Хармон вступил в переговоры о возвращении для «нескольких эпизодов» в девятнадцатом сезоне, после того, как ему сказали, что CBS завершит сериал, если он уйдет. 10 марта 2021 года было объявлено, что Катрина Ло сыграет в последних двух эпизодах восемнадцатого сезона с возможностью перехода в регулярный состав сериала девятнадцатого сезона. Когда сериал был возобновлен, сообщалось, что Хармон вернется. 26 мая 2021 года стало известно, что Эмили Уикершем покинет сериал после восемнадцатого сезона. Уикершем присоединилась к ушедшей ранее в восемнадцатом сезоне Марии Белло. 16 июня 2021 года Variety сообщила, что Гэри Коул ведет переговоры о главной роли в девятнадцатом сезоне. 21 июня 2021 года TVLine сообщила, что Хармон появится только в небольшом количестве эпизодов сезона. На следующий день было подтверждено, что Ло и Коул будут регулярными игроками девятнадцатого сезона. Ло начинает как регулярный персонаж на премьере сезона в серии «Кровь в воде», в то время как Коул дебютирует во втором эпизоде «Почти умерший». Джо Спано собирается вернуться в роли Тобиаса Форнелла по крайней мере в одном эпизоде. Кроме того, Пэм Доубер вернулась в роли журналистки Марси Уоррен. 
Четвертый эпизод "Great Wide Open" стал последним регулярным появлением  Хармона исполнявшего главного персонажа: Лероя Джетро Гиббса, а чём было официально объявлено 11 октября 2021 года. В седьмом эпизоде "Docked" Марго Харшман повторила свою роль Далилы Филдинг-Макги, в то время как Патриция Ричардсон снялась в том же эпизоде, в роли Джуди Филдинг. Мередит Итон собирается повторить свою роль иммунолога Кэрол Уилсон в одном из эпизодов сезона. Ранее она появлялась эпизодически в сериале: в 9 сезоне и 11 сезоне, так и в спин-оффе

### Маркетинг и выпуск
19 мая 2021 года было объявлено, что сериал перейдет с временного интервала вторника в 20:00 по восточноевропейскому времени, который он проводил в течение всех предыдущих сезонов, на понедельник в 21:00 по восточному времени, чтобы позволить по вторникам сериалу «FBI: International» присоединиться к сериалам «ФБР.» и «ФБР: Самые разыскиваемые» . Сезон выйдет в эфир после «Соседства»» и «Боб любит Абишолу» и позволит привести к первому сезону спин-оффа «NCIS: Hawaiʻi» . 12 июля 2021 года стало известно, что премьера сезона состоится 20 сентября 2021 года. 13 сентября 2021 года рекламный плакат сезона был выпущен телеканалом TVLine.

## Примечание
1. ↑  Michael Ausiello. CBS Renews 5 Series, Including S.W.A.T., Blue Bloods and Magnum P.I. (англ.). TVLine (15 апреля 2021). Дата обращения: 16 апреля 2021. Архивировано 15 апреля 2021 года.
2. ↑  Matt Webb Mitovich, Matt Webb Mitovich. CBS Sets Fall Dates for Survivor 41, NCIS: Hawai'i, FBI Trifecta and Others (англ.). TVLine (12 июля 2021). Дата обращения: 12 июля 2021. Архивировано 12 июля 2021 года.
3. ↑  HAWKINS, BLAKE. NCIS Season 19's Latest News and Story Details (англ.). CBR.com (14 сентября 2021). Дата обращения: 23 сентября 2021. Архивировано 26 июня 2022 года.
4. ↑  Grobar, Matt. ‘Mark Harmon Exits 'NCIS' After More Than 18 Seasons; Showrunner Steve Binder Pays Tribute (англ.). Deadline Hollywood (11 октября 2021). Дата обращения: 12 октября 2021. Архивировано 16 октября 2021 года.
5. ↑  Porter, Rick. ‘NCIS’ Says Goodbye to Mark Harmon After 18 Years; Showrunner The longtime lead of the CBS series had signed on for only a limited number of episodes in 2021-22. (англ.). The Hollywood Reporter (11 октября 2021). Дата обращения: 17 октября 2021. Архивировано 16 октября 2021 года.
6. ↑  Petski, Denise. ‘NCIS’: ‘The Fosters’ Alumna Teri Polo Joins CBS Drama Series. Deadline (14 апреля 2022). Дата обращения: 15 апреля 2022. Архивировано 14 апреля 2022 года.
7. ↑  HNN Staff. CBS casts Vanessa Lachey to play lead role in crime series ‘NCIS: Hawaii’ (англ.). Hawaii News Now (30 апреля 2021). Дата обращения: 1 мая 2021. Архивировано 1 мая 2021 года.
8. ↑  NCIS (CBS) (англ.). The Futon Critic. Дата обращения: 16 сентября 2021. Архивировано 16 февраля 2013 года.
9. ↑  Metcalf, Mitch. SHOWBUZZDAILY's Monday 9.20.2021 Top 150 Cable Originals & Network Finals (англ.). ShowBuzzDaily (21 сентября 2021). Дата обращения: 21 сентября 2021. Архивировано 21 сентября 2021 года.
10. ↑  Metcalf, Mitch. SHOWBUZZDAILY's Monday 9.27.2021 Top 150 Cable Originals & Network Finals (англ.). ShowBuzzDaily (28 сентября 2021). Дата обращения: 28 сентября 2021. Архивировано 28 сентября 2021 года.
11. ↑  Metcalf, Mitch. SHOWBUZZDAILY's Monday 10.4.2021 Top 150 Cable Originals & Network Finals (англ.). ShowBuzzDaily (5 октября 2021). Дата обращения: 5 октября 2021. Архивировано 5 октября 2021 года.
12. ↑  Metcalf, Mitch. SHOWBUZZDAILY's Monday 10.11.2021 Top 150 Cable Originals & Network Finals (англ.). ShowBuzzDaily (12 октября 2021). Дата обращения: 12 октября 2021. Архивировано 12 октября 2021 года.
13. ↑  Metcalf, Mitch. SHOWBUZZDAILY's Monday 10.18.2021 Top 150 Cable Originals & Network Finals (англ.). ShowBuzzDaily (19 октября 2021). Дата обращения: 19 октября 2021. Архивировано 19 октября 2021 года.
14. ↑  Metcalf, Mitch. SHOWBUZZDAILY's Monday 11.1.2021 Top 150 Cable Originals & Network Finals. ShowBuzzDaily (2 ноября 2021). Дата обращения: 2 ноября 2021. Архивировано 2 ноября 2021 года.
15. ↑  Metcalf, Mitch. SHOWBUZZDAILY's Monday 11.8.2021 Top 150 Cable Originals & Network Finals UPDATED. ShowBuzzDaily (9 ноября 2021). Дата обращения: 10 ноября 2021. Архивировано 9 ноября 2021 года.
16. ↑  Metcalf, Mitch. SHOWBUZZDAILY's Monday 11.29.2021 Top 150 Cable Originals & Network Finals UPDATED. ShowbuzzDaily (1 декабря 2021). Дата обращения: 1 декабря 2021. Архивировано 1 декабря 2021 года.
17. ↑  Metcalf, Mitch. SHOWBUZZDAILY's Monday 12.6.2021 Top 150 Cable Originals & Network Finals UPDATED. ShowbuzzDaily (8 декабря 2021). Дата обращения: 8 декабря 2021. Архивировано 8 декабря 2021 года.
18. ↑  Metcalf, Mitch. ShowBuzzDaily's Top 150 Monday Cable Originals & Network Finals: 1.3.2022. Showbuzz Daily (5 января 2022). Дата обращения: 5 января 2022. Архивировано 5 января 2022 года.
19. ↑  Metcalf, Mitch. ShowBuzzDaily's Top 150 Monday Cable Originals & Network Finals: 1.17.2022 Updated. Showbuzz Daily (19 января 2022). Дата обращения: 19 января 2022. Архивировано 19 января 2022 года.
20. ↑  Metcalf, Mitch. SHOWBUZZDAILY's Monday 1.24.2022 Top 150 Cable Originals & Network Finals. ShowBuzzDaily (25 января 2022). Дата обращения: 25 января 2022. Архивировано 25 января 2022 года.
21. ↑  Metcalf, Mitch. SHOWBUZZDAILY's Monday 2.28.2022 Top 150 Cable Originals & Network Finals UPDATED. ShowBuzzDaily (1 марта 2022). Дата обращения: 1 марта 2022. Архивировано 11 марта 2022 года.
22. ↑  (#432) "First Steps". The Futon Critic. Дата обращения: 14 февраля 2022.
23. ↑  Metcalf, Mitch. SHOWBUZZDAILY's Monday 3.7.2022 Top 150 Cable Originals & Network Finals UPDATED. ShowBuzzDaily (8 марта 2022). Дата обращения: 8 марта 2022. Архивировано 9 марта 2022 года.
24. ↑  Metcalf, Mitch. SHOWBUZZDAILY's Monday 3.14.2022 Top 150 Cable Originals & Network Finals. ShowBuzzDaily (15 марта 2022). Дата обращения: 15 марта 2022. Архивировано 5 апреля 2022 года.
25. ↑  Metcalf, Mitch. SHOWBUZZDAILY's Monday 3.21.2022 Top 150 Cable Originals & Network Finals. ShowBuzzDaily (22 марта 2022). Дата обращения: 22 марта 2022. Архивировано 25 марта 2022 года.
26. 1 2  Mitovixh, Matt Webb. NCIS/NCIS: Hawai'i Crossover Set for March: Who's Making the Trip? (англ.). TVLine (3 января 2022). Дата обращения: 3 января 2022. Архивировано 25 января 2022 года.
27. ↑  (#435) "Starting Over". The Futon Critic. Дата обращения: 10 марта 2022.
28. ↑  Metcalf, Mitch. SHOWBUZZDAILY's Monday 3.28.2022 Top 150 Cable Originals & Network Finals. ShowBuzzDaily (29 марта 2022). Дата обращения: 29 марта 2022. Архивировано 30 марта 2022 года.
29. ↑  Metcalf, Mitch. SHOWBUZZDAILY's Monday 4.18.2022 Top 150 Cable Originals & Network Finals. ShowBuzzDaily (19 апреля 2022). Дата обращения: 19 апреля 2022. Архивировано 19 апреля 2022 года.
30. ↑  Metcalf, Mitch. SHOWBUZZDAILY's Monday 5.2.2022 Top 150 Cable Originals & Network Finals. ShowBuzzDaily (3 мая 2022). Дата обращения: 3 мая 2022. Архивировано 4 мая 2022 года.
31. ↑  (#436) "All or Nothing". The Futon Critic. Дата обращения: 6 мая 2022.
32. ↑  Metcalf, Mitch. SHOWBUZZDAILY's Monday 5.16.2022 Top 150 Cable Originals & Network Finals. ShowBuzzDaily (17 мая 2022). Дата обращения: 17 мая 2022. Архивировано 17 мая 2022 года.
33. ↑  (#439) "Birds of a Feather". The Futon Critic. Дата обращения: 17 мая 2022.
34. ↑  Salem, Mitch. ShowBuzzDaily's Monday 5.23.2022 Top 150 Cable Originals & Network Finals Updated. Showbuzz Daily (24 мая 2022). Дата обращения: 24 мая 2022. Архивировано 24 мая 2022 года.
35. ↑  NCIS AGENTS NICK TORRES AND JESSICA KNIGHT TRAVEL TO HAWAI'I WHEN THEY LEARN A KEY WITNESS IN AN OLD EXPLOSION CASE IS THERE WITH CRUCIAL EVIDENCE, ON A SPECIAL CROSSOVER EPISODE OF "NCIS: HAWAIʻI," MONDAY, MARCH 28 (англ.). ViacomCBS Press Express (7 марта 2022). Дата обращения: 8 марта 2022. Архивировано 8 марта 2022 года.
36. ↑  (#HAW117) "T'N'T" (англ.). The Futon Critic. Дата обращения: 9 марта 2022.
37. ↑  Mitovich, Matt Webb. NCIS: Hawaiʻi Just Revealed How NCIŚ Gibbs Is Connected to Tennant (англ.). TVLine (24 января 2022). Дата обращения: 8 марта 2022. Архивировано 8 марта 2022 года.
38. ↑  Starting Over (англ.). ViacomCBS Press Express (10 марта 2022). Дата обращения: 10 марта 2022. Архивировано 17 марта 2023 года.
39. ↑  Ng, Philiana. 'NCIS': Watch a Mini Virtual 'NCIS: Hawaii' Crossover in This Sneak Peek (Exclusive). Entertainment Tonight (29 апреля 2022). Дата обращения: 30 апреля 2022. Архивировано 3 мая 2022 года.
40. 1 2  Andreeva, Nellie. 'NCIS', 'Blue Bloods', 'Bull' 'Magnum P.I.' & 'S.W.A.T.' Renewed BY CBS, Mark Harmon Expected To Return (англ.). Deadline Hollywood (15 апреля 2021). Дата обращения: 20 сентября 2021. Архивировано 15 апреля 2021 года.
41. 1 2  Mitovich, Matt Webb. NCIS Boss Talks Gibbs' Fate, Cast Chnages and Christening Monday Time Slot With a Return to 'What Works' (англ.). TVLine (18 сентября 2021). Дата обращения: 20 сентября 2021. Архивировано 22 сентября 2021 года.
42. ↑  Jacobs, Meredith. 'NCIS' Is Back in Production: Are There Any Season 19 Hints in New Set Photos? (англ.). TV Insider (12 июля 2021). Дата обращения: 20 сентября 2021. Архивировано 21 сентября 2021 года.
43. ↑  Behnke, Megan. How NCIS' Brian Dietzen Just Hit A Major Milestone With The CBS Show. CinemaBlend (28 ноября 2021). Дата обращения: 28 декабря 2021. Архивировано 7 марта 2022 года.
44. ↑  Andreeva, Nellie. 'NCIS' Pauses Production, 'NCIS: LA' Pushes Restart As TV Series Face Mass Delays & Shutdowns Amid Omicron Surge. Deadline Hollywood (5 января 2022). Дата обращения: 6 января 2022. Архивировано 23 января 2022 года.
45. ↑  Andreeva, Nellie; Petski, Denise. 'NCIS', 'NCIS: Los Angeles' & 'NCIS: Hawai'i' Renewed By CBS For Next Season. Deadline　Hollywood (31 марта 2022). Дата обращения: 31 марта 2022. Архивировано 2 мая 2022 года.
46. ↑  Goldberg, Lesley. 'NCIS Hawaii-Set Spinoff Near CBS Series Pickup (англ.). The Hollywood Reporter (16 февраля 2021). Дата обращения: 20 сентября 2021. Архивировано 19 октября 2021 года.
47. ↑  Petski, Denise. 'NCIS': Katrina Law Joins CBS Series As Recurring (англ.). Deadline Hollywood (10 марта 2021). Дата обращения: 20 сентября 2021. Архивировано 11 марта 2021 года.
48. ↑  Petski, Denise. 'NCIS': Longtime Series Regular Confirms Exit Following Season 18 Finale (англ.). Deadline Hollywood (26 мая 2021). Дата обращения: 20 сентября 2021. Архивировано 26 мая 2021 года.
49. ↑  Petski, Denise. 'NCIS' Bids Farewell To Maria Bello's Jack Sloane (англ.). Deadline Hollywood (3 марта 2021). Дата обращения: 20 сентября 2021. Архивировано 21 сентября 2021 года.
50. ↑  Otterson, Joe. 'NCIS' in Talks With Gary Cole for Major Season 19 Role (EXCLUSIVE) (англ.). Variety (16 июня 2021). Дата обращения: 20 сентября 2021. Архивировано 21 сентября 2021 года.
51. ↑  Ausiello, Michael. NCIS Shocker: Mark Harmon Eyes Very Limited Presence in Season 19 (англ.). TVLine (21 июня 2021). Дата обращения: 20 сентября 2021. Архивировано 21 сентября 2021 года.
52. ↑  Andreeva, Nellie. 'NCIS' Adds Gary Cole & Katrina Law For Season 19 As Mark Harmon Scales Back & Emily Wickersham Exits CBS Drama (англ.). Deadline Hollywood (22 июня 2021). Дата обращения: 20 сентября 2021. Архивировано 21 сентября 2021 года.
53. ↑  See Gary Cole Make His 'NCIS' Debut as FBI Special Agent Alden Parker (PHOTOS) (англ.). TV Insider (16 сентября 2021). Дата обращения: 20 сентября 2021. Архивировано 20 сентября 2021 года.
54. ↑  Jacobs, Meredith. 'NCIS' Kicks off Season 19 With the Search for Gibbs (PHOTOS) (англ.). TV Insider (3 сентября 2021). Дата обращения: 20 сентября 2021. Архивировано 21 сентября 2021 года.
55. ↑  Воронцов, Андрей. Марк Хэрмон покинул сериал "Морская полиция: Спецотдел". KinoNews.Ru (11 октября 2021). Дата обращения: 17 октября 2021. Архивировано 16 октября 2021 года.
56. ↑  Jacobs, Meredith. 'NCIS': Patricia Richardson Guest Stars as McGee's Mother-in-Law (PHOTOS). TV Insider (4 ноября 2021). Дата обращения: 28 декабря 2021. Архивировано 31 марта 2022 года.
57. ↑  Jacobs, Meredith. 'NCIS': Meredith Eaton Is Returning in Season 19 — What Brings Her Back? TV Insider (6 декабря 2021). Дата обращения: 28 декабря 2021. Архивировано 8 февраля 2022 года.
58. ↑  Andreeva, Nellie. CBS Fall 2021-22 Schedule: 'NCIS', 'Bull', & 'S.W.A.T.' On the Move, 'FBI' Tuesday, Reality Expansion (англ.). Deadline Hollywood (19 мая 2021). Дата обращения: 20 сентября 2021. Архивировано 8 апреля 2022 года.
59. ↑  Pedersen, Erik. CBS Fall Premiere Dates: NEw 'NCIS', 'CSI', 'FBI' Series Plus Returning Comedies, Dramas & Reality Fare (англ.). Deadline Hollywood (12 июля 2021). Дата обращения: 20 сентября 2021. Архивировано 12 июля 2021 года.
60. ↑  Mitovich, Matt Webb. NCIS Season 19: Gibbs Is Front and Center in Poster Touting Monday Move (англ.). TVLine (13 сентября 2021). Дата обращения: 20 сентября 2021. Архивировано 20 сентября 2021 года.